# 安东尼 (上塞纳省)
安东尼（法語：Antony，法語發音：[ɑ̃.tɔ.ni]），法国中北部城市，法兰西岛大区上塞纳省的一个市镇，同时也是该省的一个副省会，下辖安东尼区，其市镇面积为9.56平方公里，2022年1月1日时的人口数量为64,026人，在法国城市中排名第89位。
安东尼位于上塞纳省最南端，和埃松省及马恩河谷省接壤。安东尼是一个区域性的行政中心，同时也是法国首都巴黎南部的一个重要近郊卫星城，距离巴黎市区大约8公里，通过法兰西岛大区快铁B线连接巴黎市区。

## 地名来源
“安东尼”一名可溯源至公元3世纪，但直到公元829年，这一名称才以的形式出现在了圣日耳曼德普雷修道院的手记当中。在法国大革命期间，安东尼曾被更名为“安东尼-雷沃吕雄”（法語：Antony-Révolution；法语“Révolution”意为“革命”）。

## 历史

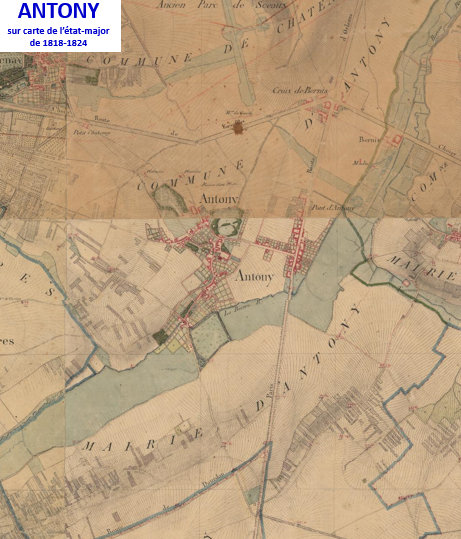
19世纪初的安东尼地图

在中世纪早期，安东尼隶属于一个当地的封建领主，在公元872年时，安东尼由虔诚者路易宣布收归至圣日耳曼德普雷修道院，由此成为法兰西皇室土地。此后，安东尼长期为一个普通村落，直到公元19世纪中期，随着阿尔帕容铁路的建成，安东尼开始成为巴黎南部的一个卫星城，人口迅速增加。二战后，安东尼境内出现了大批现代居民区，阿尔帕容铁路也改建成为法兰西岛大区快铁B线，成为巴黎南部城市发展的中轴线。1968年1月1日起，安东尼所属的塞纳省被拆分，安东尼归属于新建的上塞纳省当中，并且成为了一个副省会。

## 地理

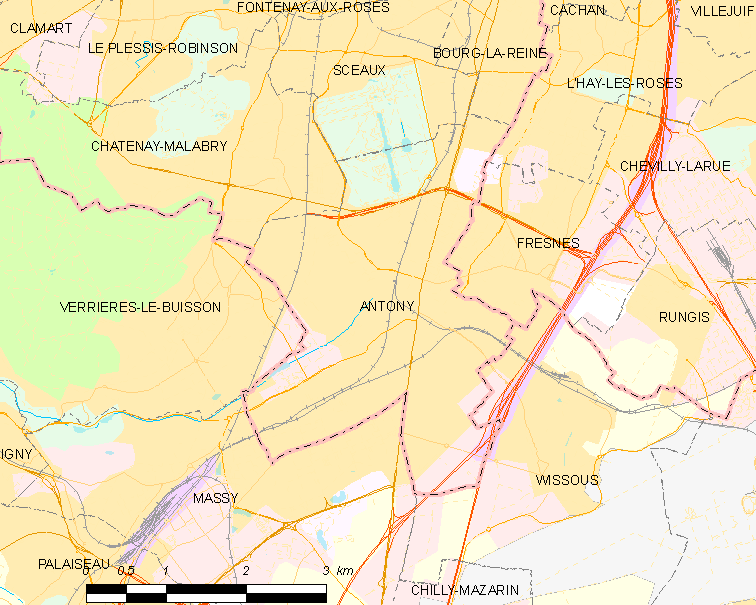
安东尼市镇范围地图

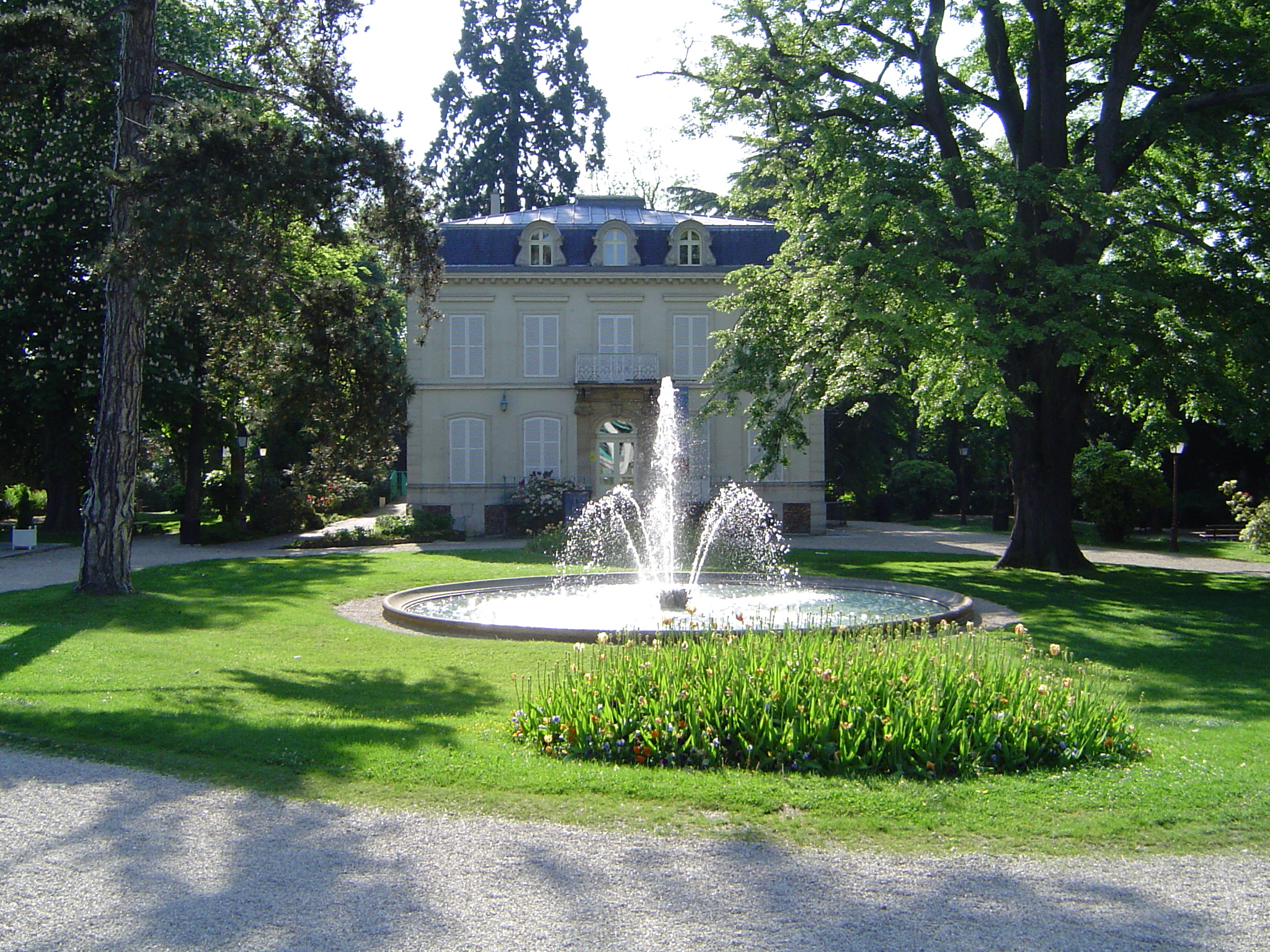
布尔多公园

安东尼位于法国中北部，法兰西岛大区中南部和上塞纳省最南部，与埃松省和马恩河谷省接壤，距离法国首都巴黎大约8公里，距离省会楠泰尔大约15公里。
与安东尼接壤的市镇包括：拉雷讷堡、拉伊萊羅斯、弗雷讷、维苏、马西、韦里耶尔勒比松、沙特奈马拉布里、索镇。

### 地形
安东尼位于巴黎盆地腹地，境内地势平坦，海拔在45到103米之间。

### 水文
安东尼属于法国五大水系之一的塞纳河水系，但境内缺乏大型水域。比耶夫尔河自西南向东北流经境内，其中大部分河段都被人工建筑物覆盖；戈代溪（Ruisseau de Godet）则是一条人工改造痕迹明显的河流，位于安东尼市区西部，该河为地表内流河，自东向西注入埃莱尔公园的一处水池之中。

### 植被
安东尼属于温带落叶林区，市区内的主要绿地公园包括埃莱尔公园（Parc Heller）、绿流花园（Coulée Verte）等，此外索镇公园的一部分也属于安东尼是市镇范围。
在鲜花城市的评比中，安东尼被评为2星级鲜花城市

### 气候
安东尼在柯本气候分类法中属于温带海洋性气候，年温差较小，降水分布均匀。
距离安东尼最近的气象站位于奥利境内，以下为该气象站的数据：
| 奥利1981年－2019年  | 奥利1981年－2019年 | 奥利1981年－2019年 | 奥利1981年－2019年 | 奥利1981年－2019年 | 奥利1981年－2019年 | 奥利1981年－2019年 | 奥利1981年－2019年 | 奥利1981年－2019年 | 奥利1981年－2019年 | 奥利1981年－2019年 | 奥利1981年－2019年 | 奥利1981年－2019年 | 奥利1981年－2019年 |
| 月份                | 1月                | 2月                | 3月                | 4月                | 5月                | 6月                | 7月                | 8月                | 9月                | 10月               | 11月               | 12月               | 全年               |
| ------------------- | ------------------ | ------------------ | ------------------ | ------------------ | ------------------ | ------------------ | ------------------ | ------------------ | ------------------ | ------------------ | ------------------ | ------------------ | ------------------ |
| 历史最高温 °C（°F） | 16.5 (61.7)        | 20.8 (69.4)        | 24.5 (76.1)        | 29.4 (84.9)        | 35.0 (95.0)        | 37.1 (98.8)        | 41.9 (107.4)       | 40.0 (104.0)       | 33.0 (91.4)        | 31.3 (88.3)        | 21.8 (71.2)        | 17.3 (63.1)        | 41.9 (107.4)       |
| 平均高温 °C（°F）   | 6.7 (44.1)         | 7.9 (46.2)         | 11.9 (53.4)        | 15.3 (59.5)        | 19.3 (66.7)        | 22.6 (72.7)        | 25.3 (77.5)        | 25.1 (77.2)        | 21.2 (70.2)        | 16.3 (61.3)        | 10.5 (50.9)        | 7.1 (44.8)         | 15.8 (60.4)        |
| 日均气温 °C（°F）   | 4.1 (39.4)         | 4.7 (40.5)         | 7.9 (46.2)         | 10.6 (51.1)        | 14.5 (58.1)        | 17.6 (63.7)        | 20 (68)            | 19.7 (67.5)        | 16.3 (61.3)        | 12.3 (54.1)        | 7.5 (45.5)         | 4.7 (40.5)         | 11.7 (53.0)        |
| 平均低温 °C（°F）   | 1.6 (34.9)         | 1.5 (34.7)         | 3.9 (39.0)         | 5.9 (42.6)         | 9.7 (49.5)         | 12.7 (54.9)        | 14.7 (58.5)        | 14.3 (57.7)        | 11.4 (52.5)        | 8.4 (47.1)         | 4.5 (40.1)         | 2.3 (36.1)         | 7.6 (45.6)         |
| 历史最低温 °C（°F） | −16.8 (1.8)        | −15 (5)            | −9.4 (15.1)        | −4.3 (24.3)        | −1.3 (29.7)        | 3 (37)             | −0.3 (31.5)        | 5.6 (42.1)         | 1.7 (35.1)         | −11.7 (10.9)       | −9.6 (14.7)        | −13.3 (8.1)        | −16.8 (1.8)        |
| 平均降水量 mm（）   | 49.4 (1.94)        | 41.2 (1.62)        | 47.2 (1.86)        | 49.4 (1.94)        | 59.3 (2.33)        | 49 (1.9)           | 57.9 (2.28)        | 51.6 (2.03)        | 49.1 (1.93)        | 57.6 (2.27)        | 49.9 (1.96)        | 55 (2.2)           | 616.6 (24.26)      |
| 月均日照時數        | 43.4               | 66.3               | 162.6              | 172.4              | 165.4              | 176.6              | 232.1              | 220.4              | 193.9              | 131.9              | 49.1               | 55.3               | 1,669.4            |
| 来源：infoclimat.fr |                    |                    |                    |                    |                    |                    |                    |                    |                    |                    |                    |                    |                    |

## 行政区划

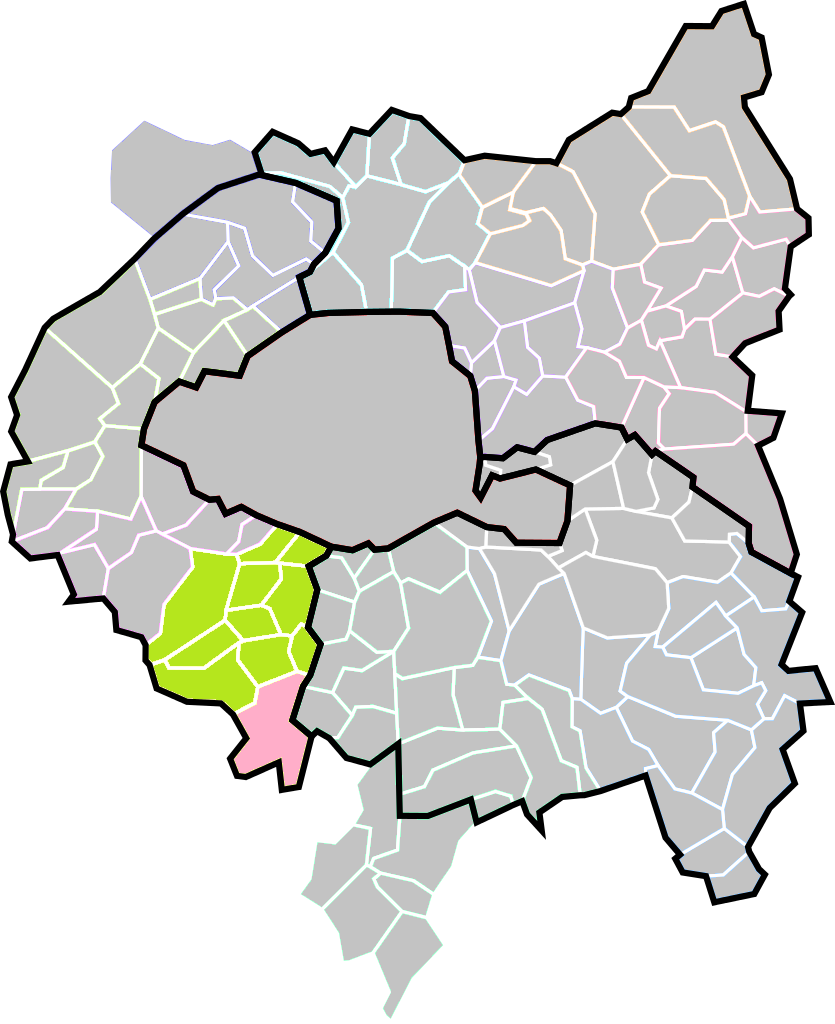
安东尼（粉红）在大巴黎城市圈里的位置

安东尼是法国法兰西岛大区上塞纳省的一个市镇，编号为92002，它也是上塞纳省的一个副省会。安东尼下辖安东尼区，隶属于上塞纳省第十三选区，管理安东尼县，同时也是大巴黎都会区和大巴黎南河谷公共土地集体的组成部分。
为提高当地居民对市政建设的参与度，安东尼市政府在当地实行街区自治制度。同时开启“少年市政团”和“老年市政团”，旨在推动各个年龄阶段居民的参与。
法国国家统计与经济研究所（简称）在进行数据统计时，将安东尼设为巴黎城市区的一部分。自2020年起，巴黎城市区被包含1,949个市镇的巴黎城市辐射区代替。此外，还将安东尼市镇分为了27个“块区”（IRIS），以便于统计人口分布情况。

## 交通

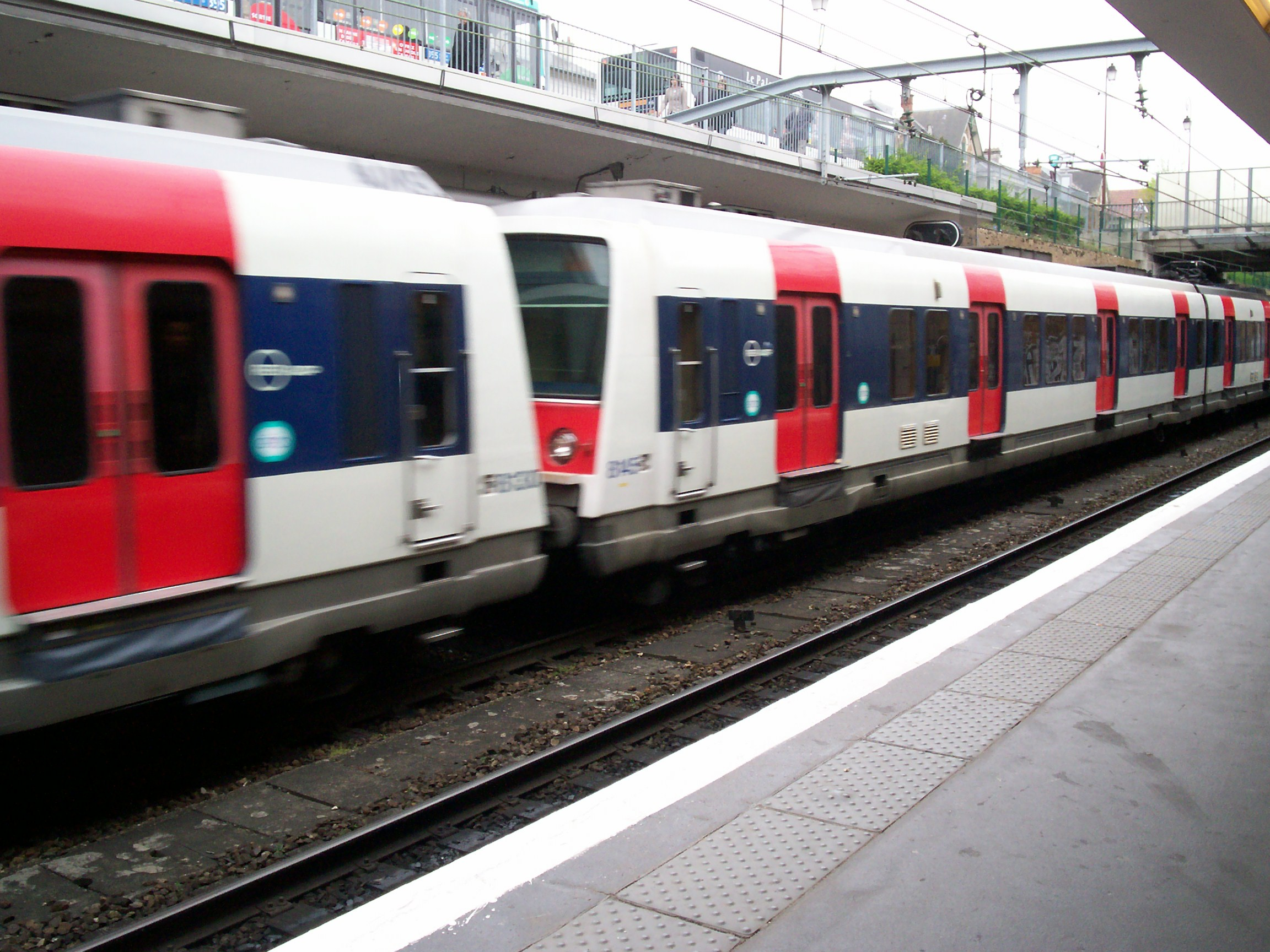
法兰西岛大区快铁B线安东尼站

### 公路
法国国家A86号（巴黎第二绕城高速公路）和上塞纳省省道D920线（原法国国道N20线）在安东尼境内交汇，并设有一处互通式立交桥（贝尔尼十字架路口）。2015年，73.8%的安东尼家庭拥有至少一辆的私人汽车。2016年，安东尼境内共发生各类交通事故57起，造成2人遇难，64人受伤。

### 轨道交通
法兰西岛大区快铁B线经过安东尼境内并设有5个车站：索镇公园站、贝尔尼十字架站、安东尼站、米沙隆喷泉站和莱巴科内站，其中在安东尼站可换乘奥利机场内线前往巴黎-奥利机场；法兰西岛大区快铁C线则设有安东尼公路站。

### 公共汽车

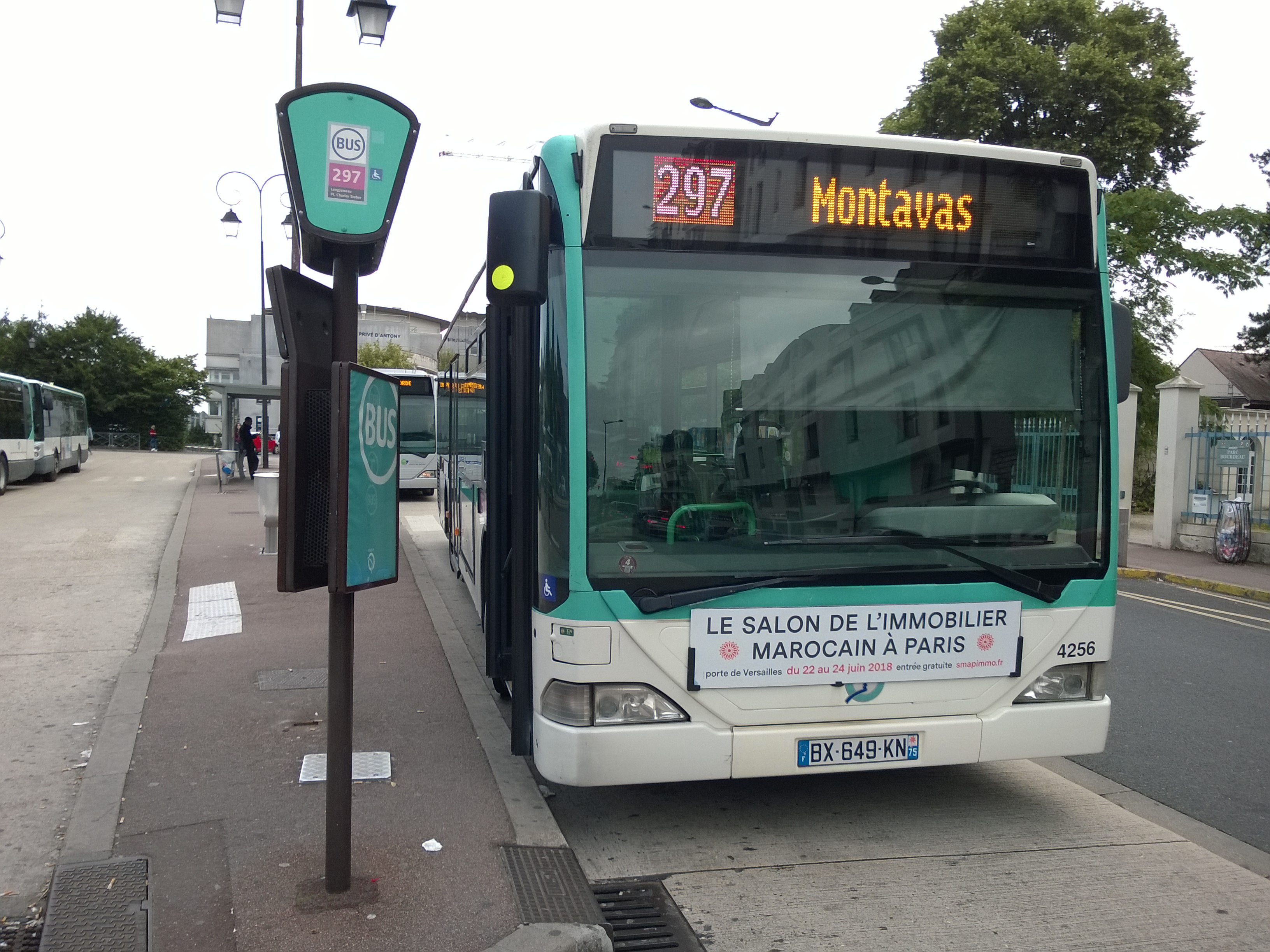
途径安东尼市区的巴黎公交297路

马恩河谷快速公交的西侧起点位于安东尼境内的贝尔尼十字架站，由巴黎大众运输公司负责运营，此外途径安东尼境内的公交线路还有巴黎公交119路、196路、197路、286路、297路、379路、395路、396路。安东尼城市公共交通则是一个以安东尼市中心为核心的区域性公共交通系统，由RATP Dev负责运营，主要覆盖安东尼及周边一些市镇的非主干道上的街区。

## 政治

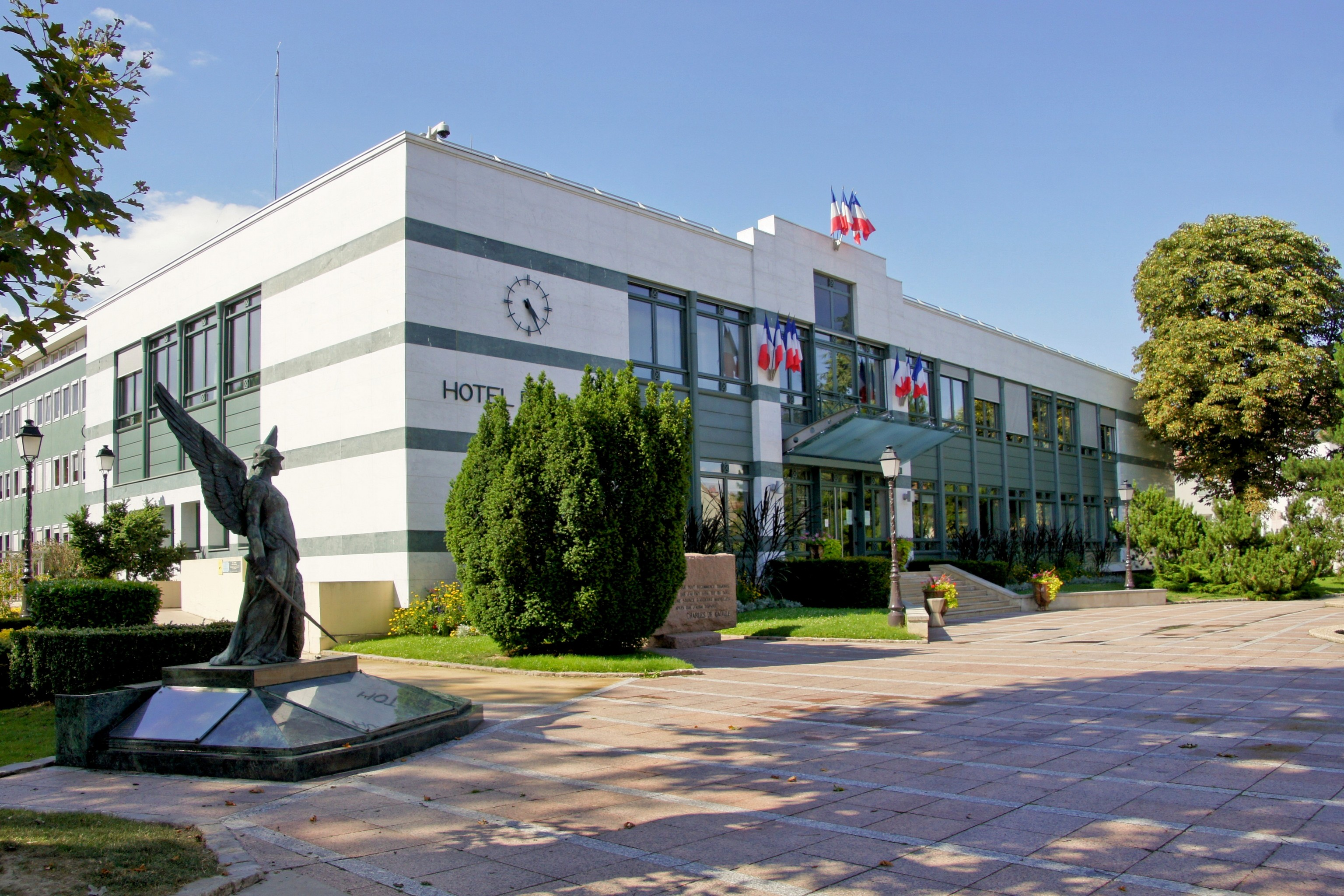
安东尼市政厅

安东尼的现任市长为让-伊夫·塞南先生，他是共和党的一名成员，在2014年的市政选举中获得了62.01%的支持率，在2020年的市政选举中则获得了52.45%的支持率。
在2017年的法国总统大选中，法国第25任总统埃马纽埃尔·马克龙在安东尼获得了85.46%的支持率。
| 安东尼历届市长 |                      |                                                                     |
| 任期           | 市长                 | 党派                                                                |
| 1944年－1945年 | 亨利·拉松            | MLN国民自由运动                                                     |
| 1945年－1947年 | 埃米尔·塞茨          | 法国共产党                                                          |
| 1947年－1953年 | 安德烈·布莱斯        | 不详                                                                |
| 1953年－1955年 | （暂缺）             | 不详                                                                |
| 1955年         | 吕茜·勒弗内          | 不详                                                                |
| 1955年－1977年 | 乔治·叙昂            | PSA自治社会党 →PSU联合社会党 →SFIO工人国际法国支部 →RPR保衛共和聯盟 |
| 1977年－1983年 | 安德烈·奥布里        | PCF法国共产党                                                       |
| 1983年－1983年 | 弗朗索瓦-诺埃尔·夏尔 | 不详                                                                |
| 1983年－2002年 | 帕特里克·德韦吉昂    | RPR保衛共和聯盟                                                     |
| 2002年－2003年 | 雷蒙·西比耶          | UMP人民运动联盟                                                     |
| 2003年－       | 让-伊夫·塞南         | UMP人民运动联盟 →LR共和黨                                           |

## 人口
2018年，安东尼市镇人口数量为62,858，在法国排名第89位。其中男性29,925人，女性32,645人，75岁及以上人口占7.8%，外籍人口数量为13,982人，人口密度为6,575人/平方公里，当地居民被称为（男性）或（女性）。2019年，安东尼境内出生819人，死亡人口390人。
| 年份   | 1936   | 1946   | 1954   | 1962   | 1968   | 1975   | 1982   | 1990   | 1999   | 2006   | 2011   | 2016   | 2018   |
| ------ | ------ | ------ | ------ | ------ | ------ | ------ | ------ | ------ | ------ | ------ | ------ | ------ | ------ |
| 人口數 | 19,780 | 21,233 | 24,512 | 46,483 | 56,638 | 57,540 | 54,610 | 57,771 | 59,855 | 60,552 | 62,012 | 62,210 | 62,858 |

## 经济
安东尼是巴黎南部的一个重要组成部分，境内设有多处科研机构，包括法国农业与环境科学研究所。法国医药巨头赛诺菲最初总部设于安东尼。
截至2021年4月，安东尼境内共有各类用人单位8,170家，平均历史为13年，其中97.81%为中小型企业（PME）。（医药生产）、（食品销售）及（化工产品生产）是当地2019年营业额最高的三个企业，分别为11,731,000,000欧元、2,621,506,621欧元和1,133,857,499欧元。

## 财政收入
2019年，安东尼的财政收入总额为108,255,000欧元，财政支出总额为95,784,800欧元，当年的债务总额为118,768,000欧元。2020年，安东尼共获得6,258,565欧元的国家财政补助，比上一年减少了0.04%。
2017年，安东尼的人均月收入总额为3,463欧元，其中高级职员为4,705欧元，高于法国平均水平（4,214欧元）；中级职员为2,581欧元，高于法国平均水平（2,353欧元）；普通职员为1,889欧元，亦高于法国平均水平（1,690欧元）。
2017年，安东尼境内的青壮年（15至64岁）失业率为9.1%，当地70.9%的家庭拥有纳税资格，平均纳税7,203欧元，高于法国平均水平（3,888欧元）

## 社会事务

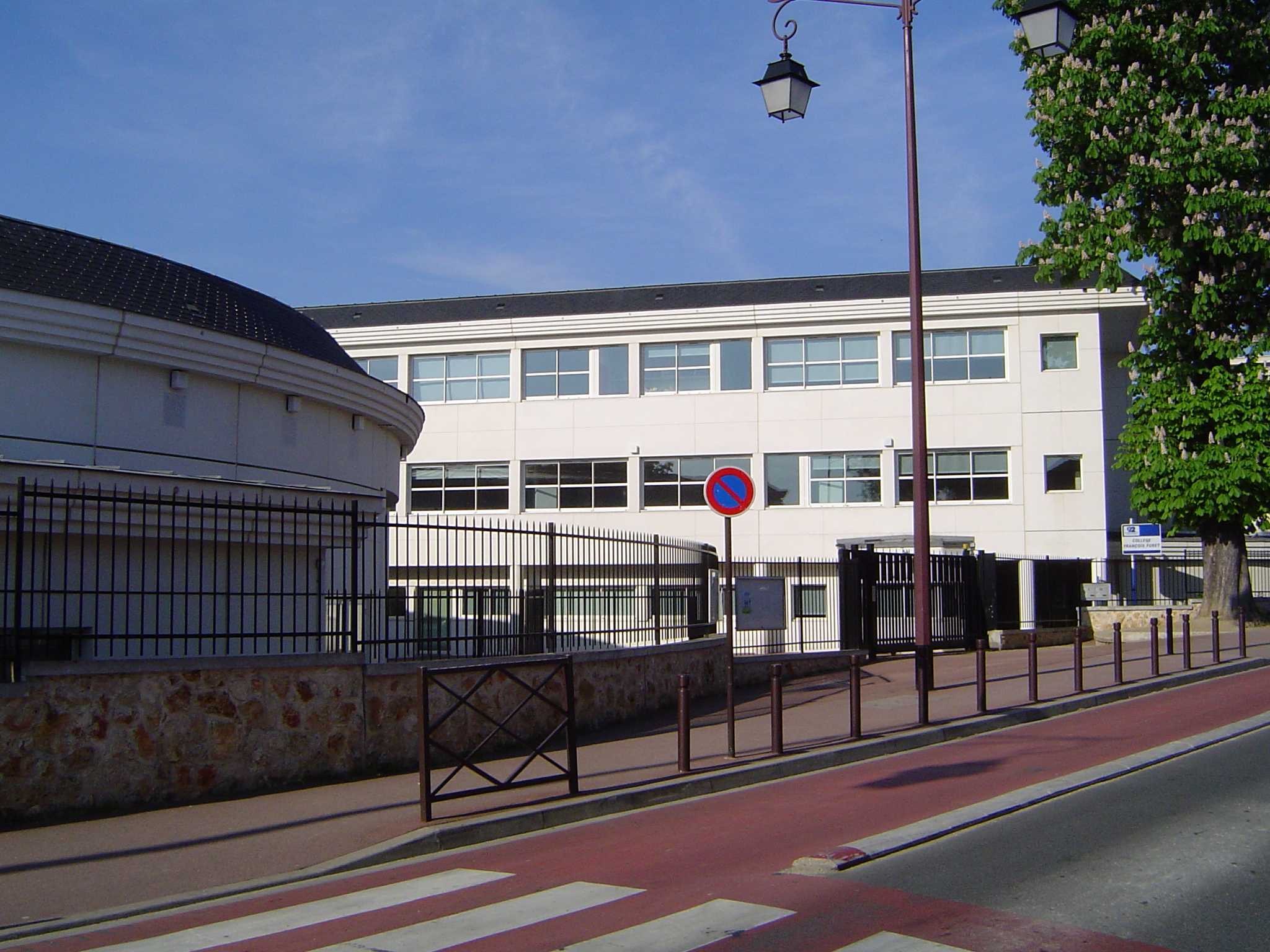
位于安东尼境内的菲雷高级中学

### 教育
安东尼属于凡尔赛学区。截止2017年1月1日，安东尼境内共有12所幼儿园、14所小学、6所初级中学、2所普通高中和1所职业高中，其中安东尼新学校是当地重要的私立教育机构，由法国教育家马里·里斯特出资兴建。2018至2019学年度，安东尼境内共有学生6204名。
在高等教育方面，安东尼境内设有两处卫生学校，另有让-泽大学生公寓，由法国国家大学与学业事务中心凡尔赛分部负责管理。

### 医疗

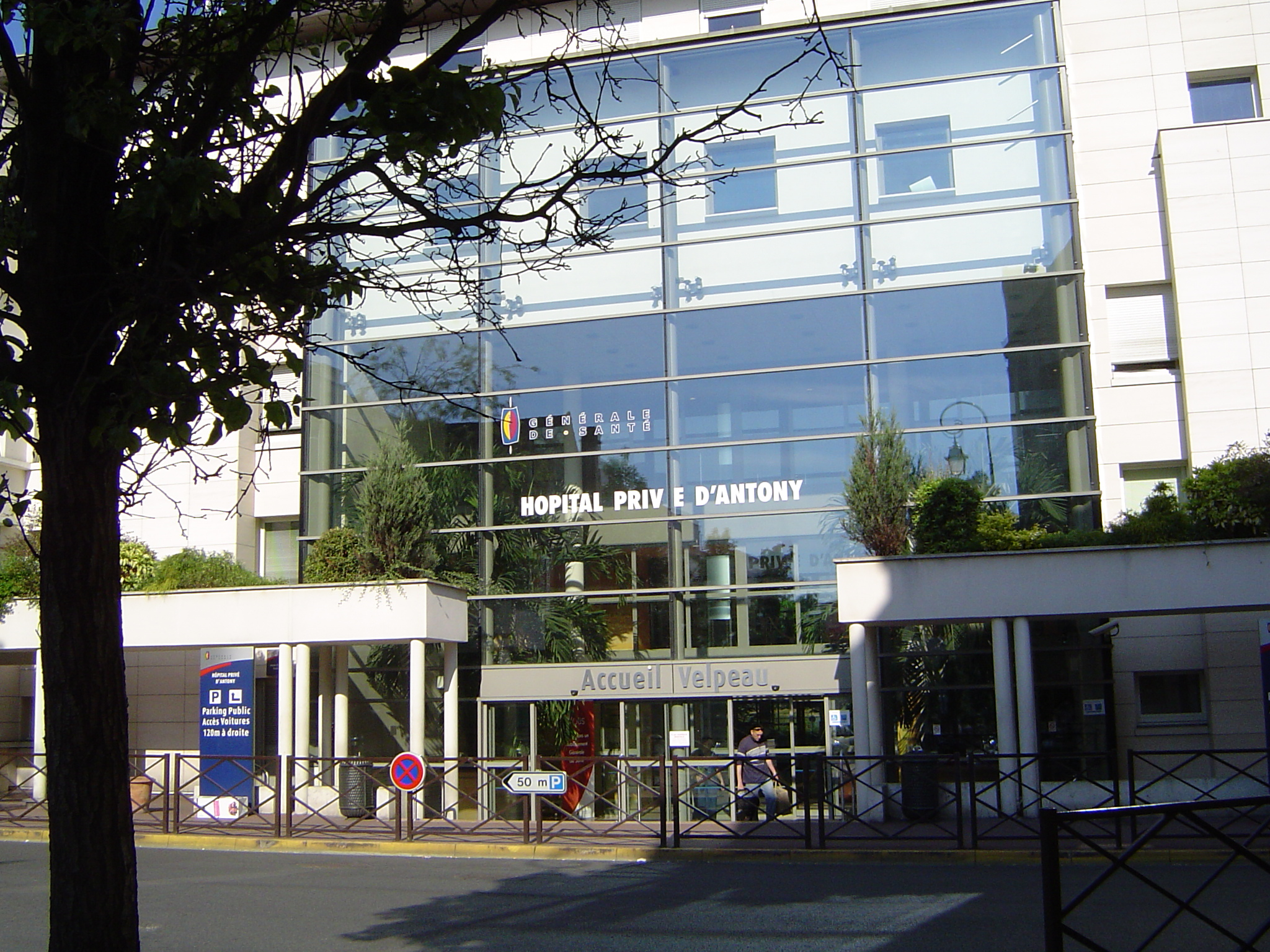
安东尼朗赛私人医院

截止2017年1月1日，安东尼境内共有全科医生73名、保健师58名、牙医47名、护士36名、耳科医生4名、眼科医生7名、皮肤科医生9名、助产士15名、儿科医生19名和妇科医生22名。境内共有药房25家，养老院4家，残疾人帮扶中心3家。
安东尼境内设有两家主要的医疗机构：
- 安东尼朗赛私人医院（法語：Ramsay Santé Hôpital privé d'Antony），是当地的一家综合性私人医院[38]
- 上塞纳省精神病院，又名“伊拉斯谟心理康复中心”（法語：EPS Erasme）[39]

### 住房

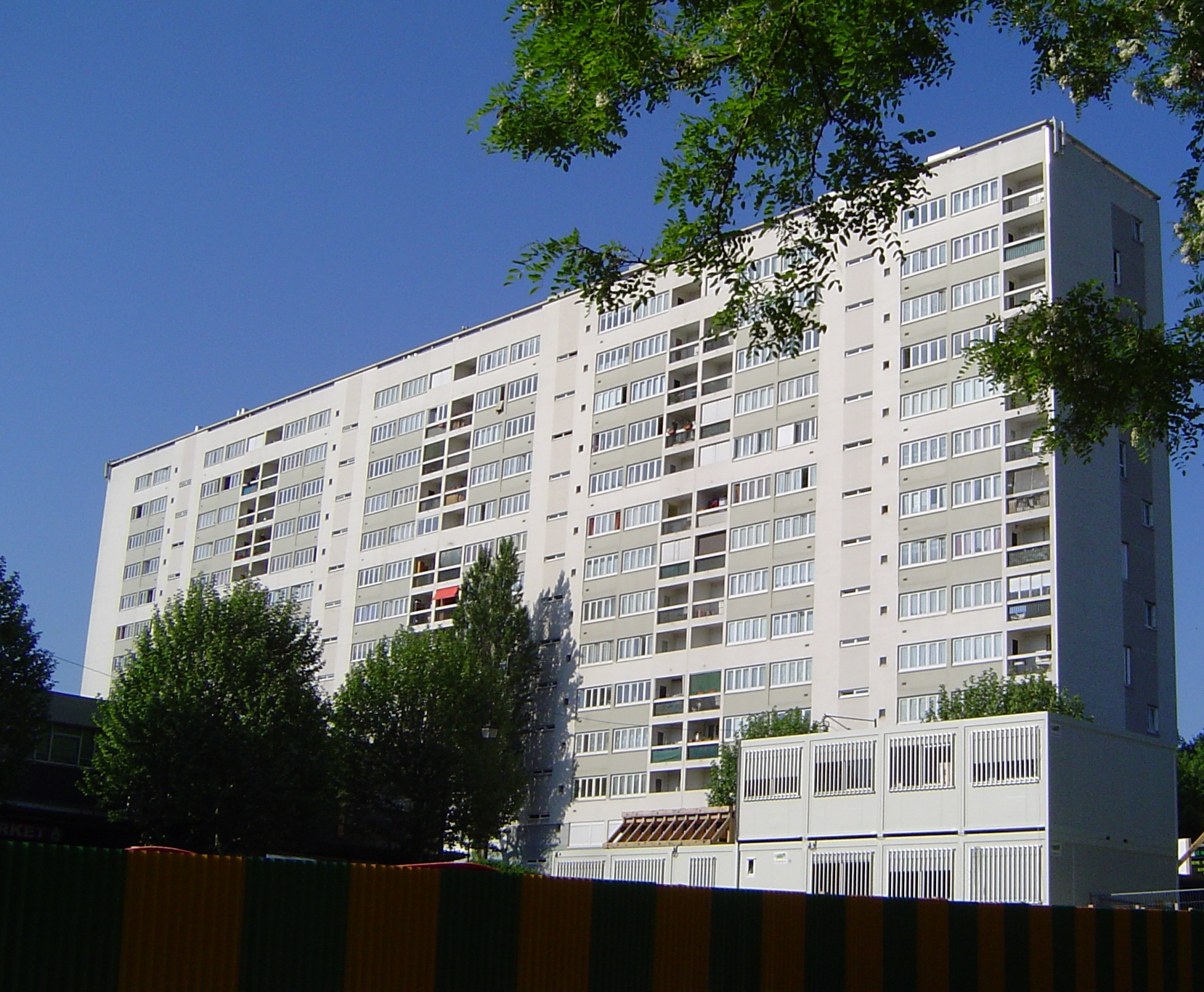
努瓦耶-多雷街区

2017年，安东尼境内共有各类住房28,841套，其中32.2%为独立式居民区，67.2%为集中式居民区。常住房屋占安东尼市镇范围内居民建筑总量的92.7%。
在住房保障政策方面，2017年，安东尼境内共有3,337户家庭获得了住房经济补助，受益人数占总人口数量的5.3%，其中3,280份为房租补助。

### 商业
2019年，安东尼境内共有各类实体商铺1,033家，其中餐厅153家、大型超市8家、杂货店20家、面包房24家、肉铺14家、书店10家、装饰品店3家、银行门店24家、美容美发店53家、汽车维修店34家。安东尼市中心建有一家Monoprix和Franprix超市。

### 体育
2019年，安东尼境内共有4家游泳池、9间体育馆、4座综合体育场、40处网球场、1处马术场、6处足球或橄榄球场以及6处篮球或排球场。
截至2021年4月，安东尼境内共有10家注册足球俱乐部。

### 治安
2019年，安东尼市镇范围内有1处派出所。
2014年，安东尼及附近地区共发生各类案件5,163起，其中盗窃类案件3,470起，经济类案件631起，毒品交易类案件225起。

## 文化
2019年，安东尼境内共有01家电影院和1家音乐厅。安东尼市政府提供多媒体中心，向公众全年开放。

### 建筑
安东尼境内有多处历史建筑，其中安东尼圣撒多宁堂、皇家手工蜡厂、圣若望宫等为法国国家文物保护单位。

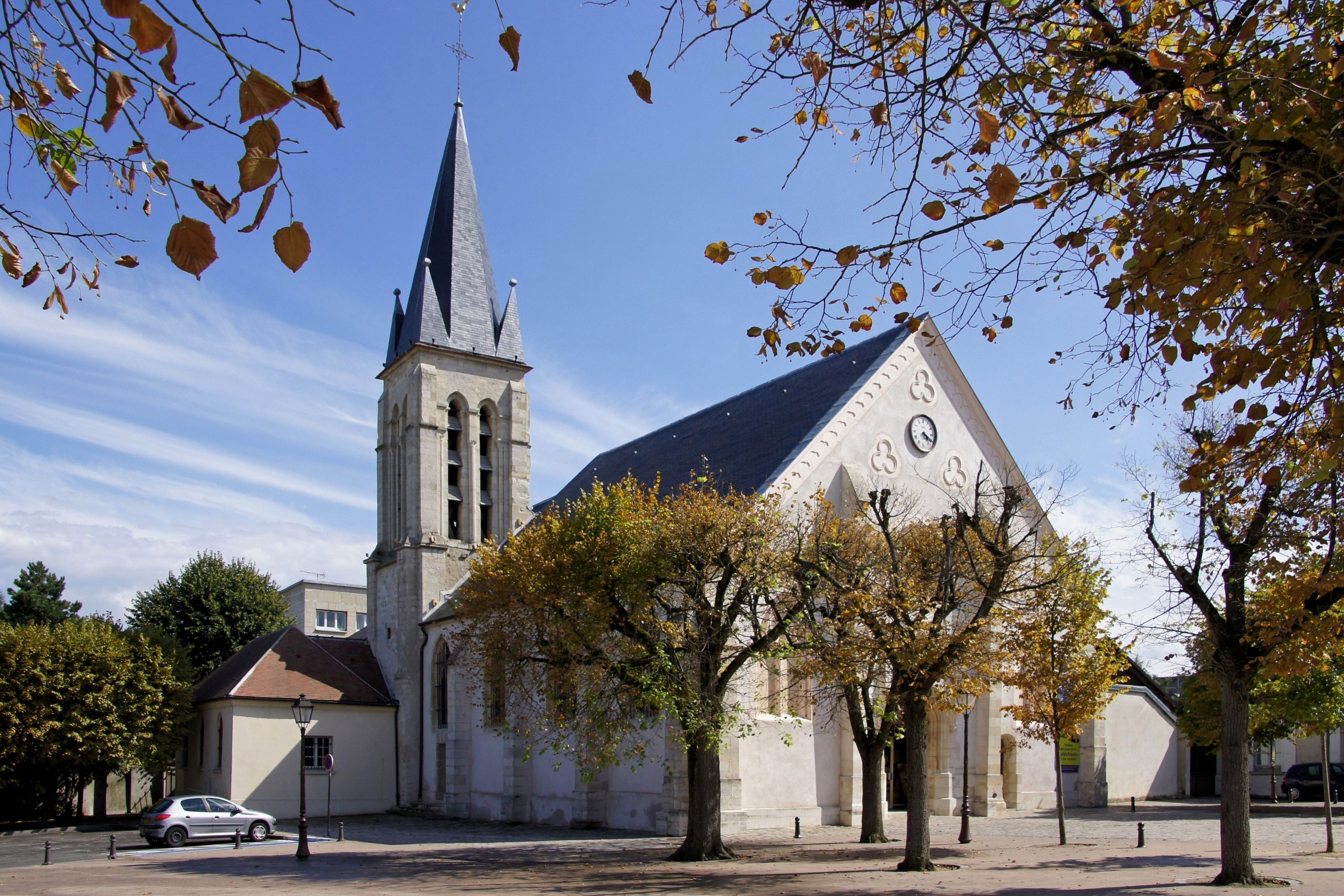
圣撒多宁堂
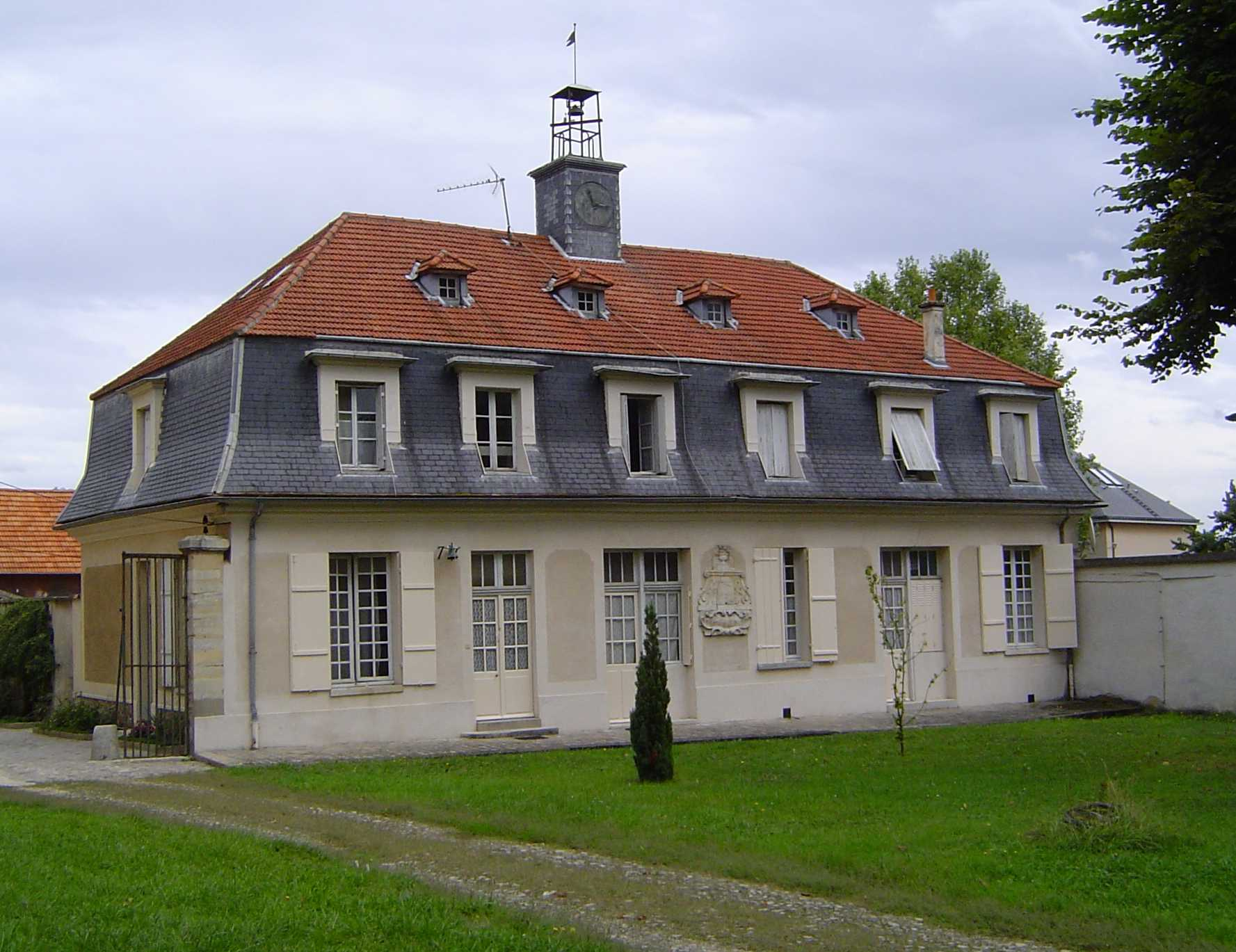
皇家手工蜡厂（法语：Manufacture royale des cires）
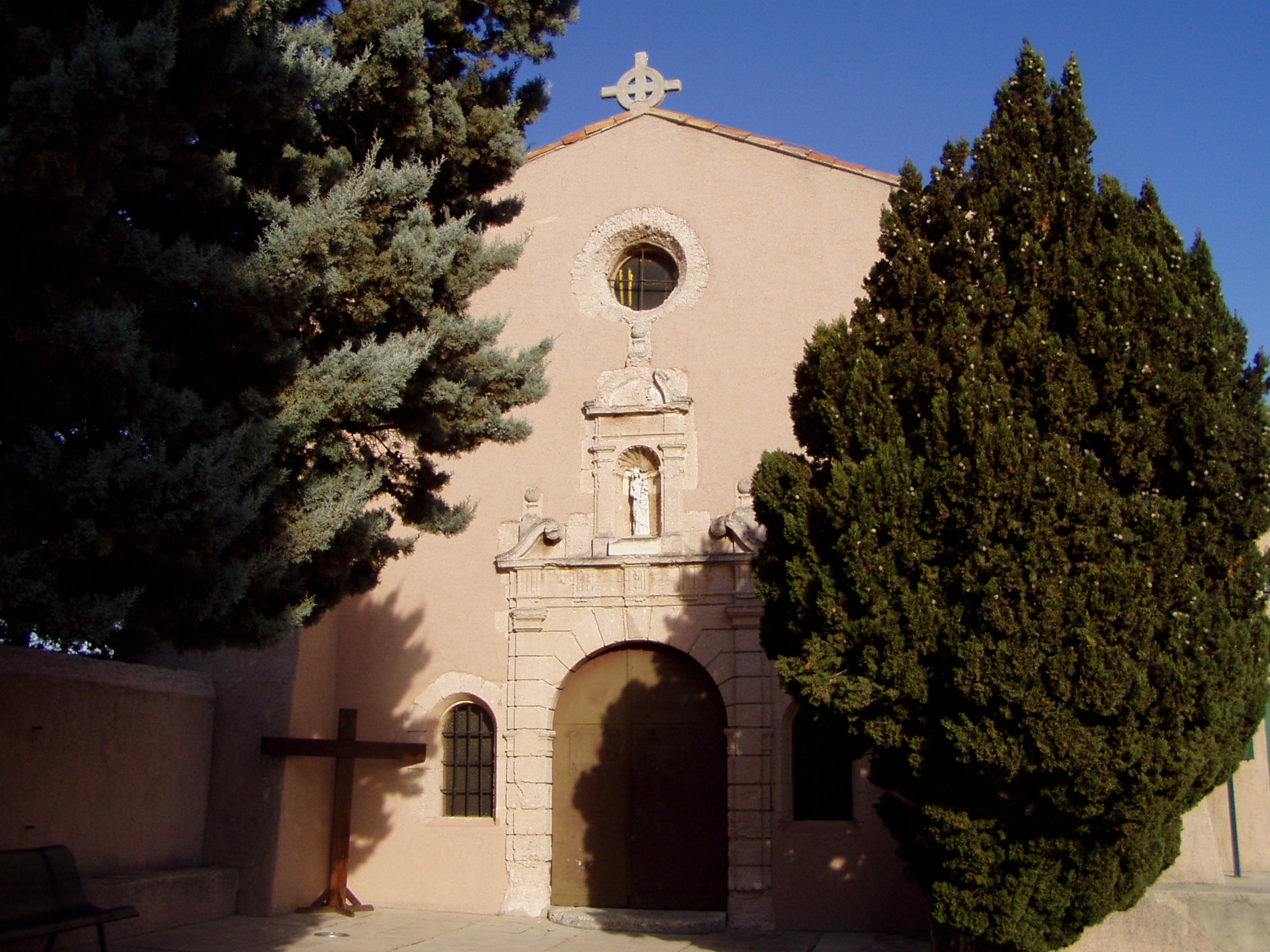
慈悲圣母小堂
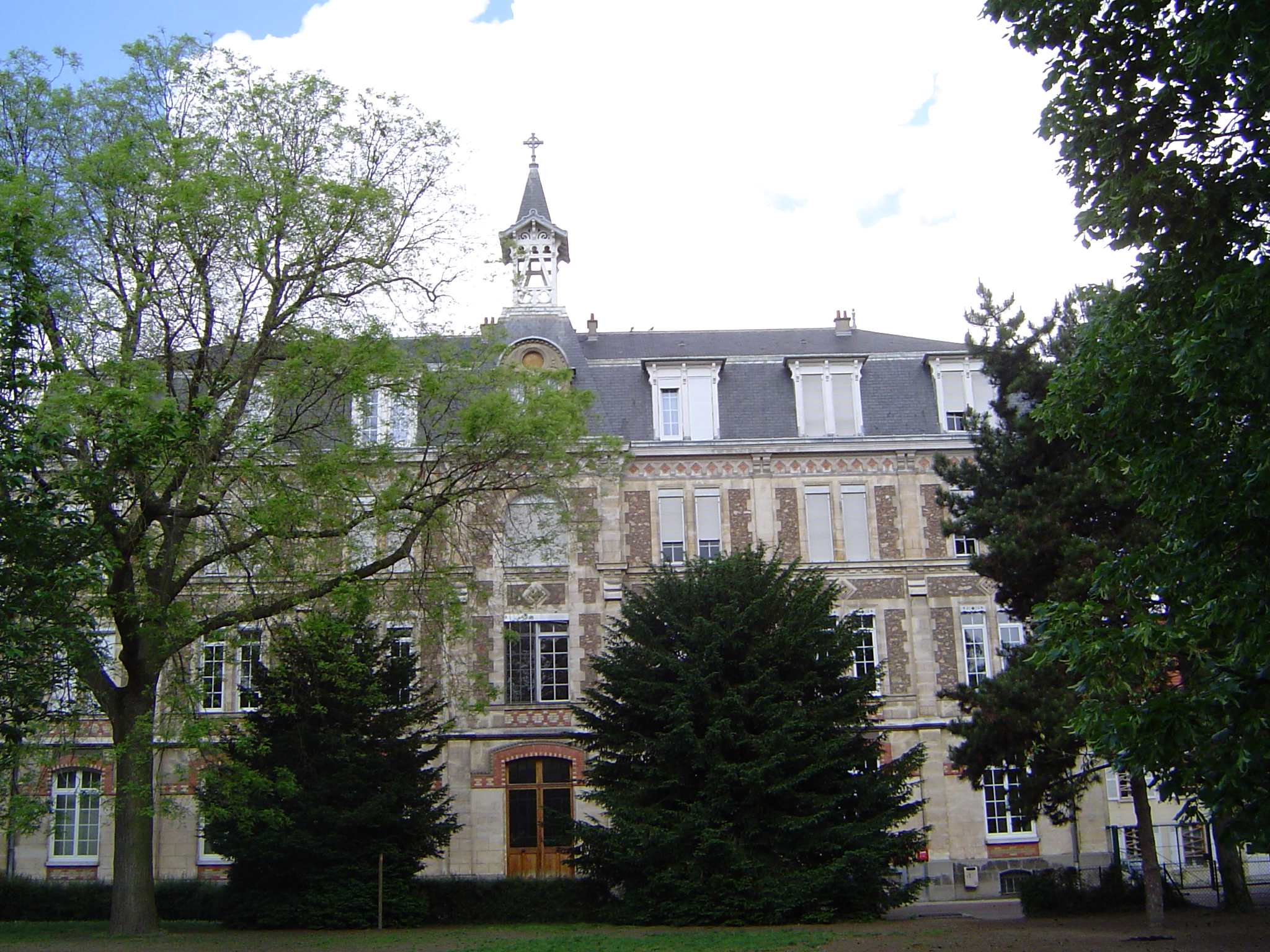
圣若望宫
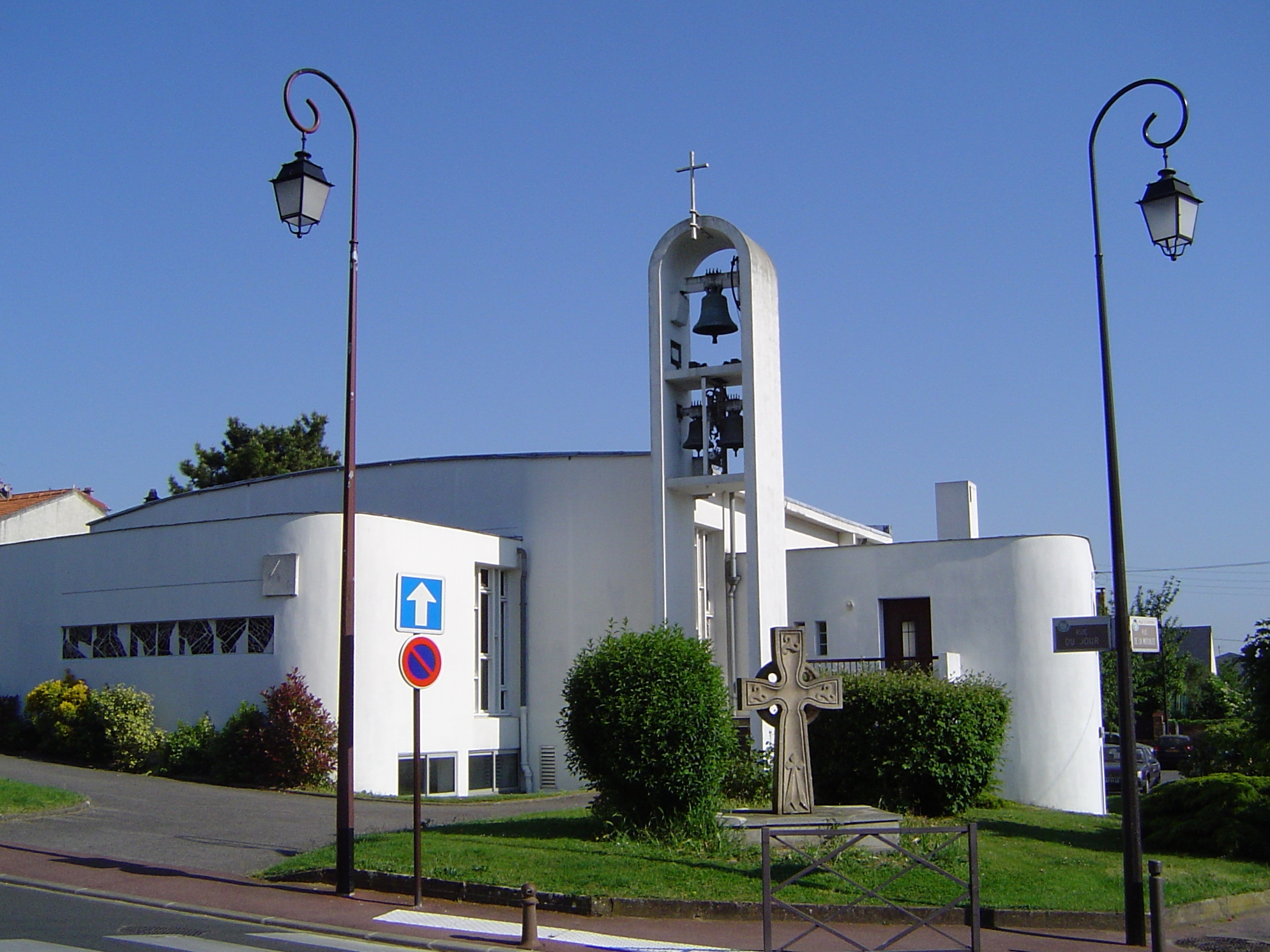
圣玛息莫堂
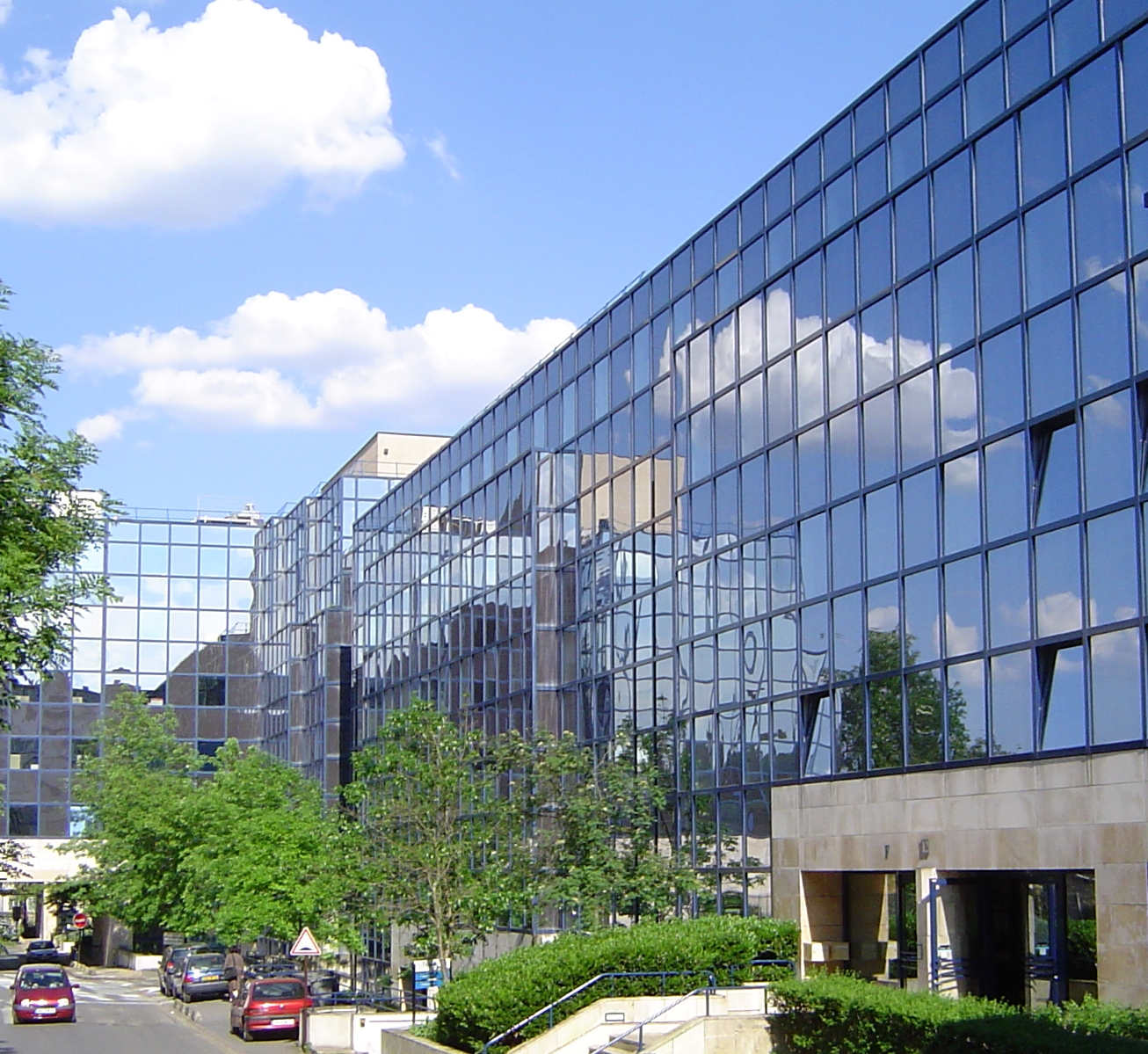
现代办公楼

### 旅游
安东尼的旅游事务由其所属的公共社区负责。2020年，安东尼境内共有4个宾馆共计272间房间。

### 媒体
法国主要的媒体均可在安东尼接收，法国电视三台下属的法兰西岛大区频道在部分时段播出安东尼所属区域的地方新闻。

## 相关人物
法国数学家洛朗·拉福格、物理学家乔治·洛查克和政治家菲利普·迪龙出生于安东尼。

## 友好城市
截止2020年2月，安东尼共与以下10座城市互为友好城市

| - 希腊 埃莱夫塞鲁波利 - 以色列 斯德洛特 - 亞美尼亞 达夫塔申 - 義大利 科莱尼奥 - 德国 赖尼肯多夫 | - 英格兰 刘易舍姆 - 黎巴嫩 安特利亚斯 - 突尼西亞 哈马姆利夫 - 美国 列克星敦 - 俄羅斯 普罗特维诺 |